# Laura Miccuci
Laura de Souza Miccuci, född 21 april 2000 i Campos dos Goytacazes, är en brasiliansk konstsimmare. Hennes äldre syster Maria Eduarda Miccuci är också en konstsimmare.

## Karriär
Miccuci började med konstsim som sjuåring. Vid panamerikanska spelen 2019 i Lima slutade hon på fjärde plats tillsammans med Luisa Borges i partävlingen samt var en del av Brasiliens lag som även slutade på fjärde plats i lagtävlingen. Vid VM 2019 i Gwangju var Miccuci en del av Brasiliens lag som slutade på åttonde plats i fri kombination, 15:e plats i det tekniska lagprogrammet och 16:e plats i det fria lagprogrammet.
Vid VM 2022 i Budapest slutade Miccuci på 15:e plats tillsammans med Jullia Catharino i det tekniska parprogrammet och på 18:e plats tillsammans med Anna Veloso i det fria parprogrammet. Hon var även en del av Brasiliens lag som slutade på nionde plats i både fri kombination och highlight samt som slutade på 12:e plats i det tekniska lagprogrammet och på 14:e plats i det fria lagprogrammet. Vid sydamerikanska spelen 2022 i Asunción tog Miccuci guld tillsammans med Jullia Catharino i partävlingen samt var en del av Brasiliens lag som tog guld i lagtävlingen.
Vid panamerikanska spelen 2023 i Santiago tog Miccuci brons tillsammans med Gabriela Regly i lagtävlingen. Vid VM 2023 i Fukuoka slutade Miccuci och Regly på 15:e plats i det tekniska parprogrammet och på 16:e plats i det fria parprogrammet. Vid VM 2024 i Doha slutade Miccuci och Regly på 17:e plats i det fria parprogrammet och på 24:e plats i det tekniska parprogrammet.